# Therapeutische Breite
Als therapeutische Breite eines Arzneimittels bezeichnet man den Abstand zwischen seiner therapeutischen Dosis und einer Dosis, die zu einer toxischen Wirkung führt. Ein Arzneimittel ist umso sicherer, je größer die therapeutische Breite ist. Diese wird im Allgemeinen als „therapeutischer Quotient“ angegeben, der sich wie folgt berechnet:
{\displaystyle \mathrm {Therapeutischer\ Quotient} ={{LD_{50}} \over {ED_{50}}}}
Dabei ist ED50 (mittlere Effektivdosis) die Dosis, bei der bei 50 % der Individuen der gewünschte therapeutische Effekt auftritt, und LD50 (mittlere letale Dosis) die Dosis, bei der 50 % der Individuen sterben.
Zu beachten ist hierbei, dass der therapeutische Quotient aus LD50 und ED50 in vielen Fällen als nicht absolut sicher für die Ermittlung der therapeutischen Breite angesehen wird, da die sogenannten Wirkungskurven der ED und der LD unterschiedlich steil sein können und somit ein falsches Ergebnis für die Gefährlichkeit herauskommen kann. Es ist verlässlicher, den Therapeutischen Index anzuwenden, aber auch hierbei können sich u. U. falsche Ergebnisse bezüglich der Gefährlichkeit, wenn auch in viel kleinerem Maße, ergeben:
{\displaystyle \mathrm {Therapeutischer\ Index} ={{LD_{5}} \over {ED_{95}}}}
Absolut zuverlässige Aussagen über die therapeutische Sicherheit eines Arzneimittels lassen sich wohl nur aus dem gesamten Verlauf der Dosis-Wirkungs- und der Dosis-Letalitäts-Kurve und nicht unbedingt aus der Errechnung eines Quotienten gewinnen.
Zu den Arzneimitteln mit großer therapeutischer Breite zählen zum Beispiel Glukokortikoide, Penicillin, andere β-Lactam-Antibiotika, das Herzglykosid Strophanthin und die orale Gabe von Diazepam. Arzneimittel mit geringer therapeutischer Breite sind beispielsweise die Digitalis-Herzglykoside wie das schon lange nicht mehr verwendete Digoxin (TI = 2), Lithium und Theophyllin. Bei deren Anwendung müssen deshalb die Wirkungen sorgsam beobachtet werden, teilweise durch laborchemische Überprüfung des Blutspiegels, um die benötigte individuelle Dosierung korrekt festlegen zu können. Viele Narkotika sind durch eine geringe therapeutische Breite gekennzeichnet. Ihre Wirkung, die Narkosetiefe, muss deswegen vom Anästhesisten im zeitlichen Verlauf ständig überwacht werden; siehe Narkose (Überwachung des Patienten). Paracetamol, ein frei verkäufliches Schmerzmittel, hat einen TI von 10. Zu beachten ist jeweils, dass auch in Fachpublikationen nicht immer klar ist, wie der TI definiert ist – als LD50 / ED50, als LD5 / ED95, oder sogar als ein anderer Bruch.
Da die Definition des therapeutischen Quotienten auf dem Tod des Behandelten beruht, wurde der protektive Quotient analog mit der toxischen Dosis definiert. Der protektive Quotient stellt eine für eine Arzneimittelzulassung realistischere Sicherheitsbewertung dar, verwendet jedoch das weniger eindeutige Maß einer jeweils zuvor festgelegten Skala der toxischen Wirkungen.
{\displaystyle \mathrm {Protektiver\ Quotient} ={{TD_{50}} \over {ED_{50}}}}